# Taxilejeunea chimborazensis
Taxilejeunea chimborazensis är en bladmossart som först beskrevs av Richard Spruce, och fick sitt nu gällande namn av Franz Stephani. Taxilejeunea chimborazensis ingår i släktet Taxilejeunea och familjen Lejeuneaceae.
Artens utbredningsområde är Bolivia. Inga underarter finns listade i Catalogue of Life.